# Pallor mortis
Pallor mortis (lat. für ‚Blässe des Todes‘, synonym Leichenblässe) bezeichnet in der Pathologie ein frühes Todeszeichen einer Leiche nach Eintritt des Todes.

## Eigenschaften
Der Pallor mortis ist gekennzeichnet durch eine Abnahme an Blut in den Blutgefäßen der Haut aufgrund der unterbrochenen Blutzirkulation. Er setzt direkt nach dem Tod ein und ist in weniger als 30 Minuten abgeschlossen. Aufgrund der Schwerkraft sinkt das Blut anschließend nach unten, was als Livor mortis (Leichenflecken durch Blutansammlung) bezeichnet wird. Auf den Pallor mortis folgen der Algor mortis (Kälte), der Rigor mortis (Totenstarre), der Livor mortis, die Putrefizierung, die Verwesung und die Skelettierung.